# Dimas Ramalho
Dimas Eduardo Ramalho (Taquaritinga, 13 de agosto de 1954) é Conselheiro do Tribunal de Contas do Estado de São Paulo, instituição da qual foi presidente em 2016, vice-presidente em 2015, e Corregedor em 2014. Previamente, construiu carreira política que soma três mandatos de deputado federal pelo PPS (2003-2012) e três mandatos de deputado estadual pelo PMDB (1992-2002), sendo Araraquara o seu domicílio eleitoral. Acumulou também experiências de gestão no Poder Executivo do Estado e do município de São Paulo.
No dia 8 de novembro de 2017, recebeu o título de Cidadão Paulistano em sessão solene realizada na Câmara Municipal de São Paulo.
Formado pela Faculdade de Direito do Largo de São Francisco (USP), foi membro do Ministério Público do Estado de São Paulo. Ingressou na carreira de promotor de Justiça em 1980 e tornou-se Procurador de Justiça em 1994. No âmbito acadêmico, é coordenador dos cursos de pós-graduação lato sensu em Direito da Uninove (Universidade Nove de Julho).
É casado com Andrea Ramalho, com quem tem dois filhos, Horácio Ramalho Neto e Marcelo. É filho da professora Jerssey de Paula Ferreira Ramalho e de Horácio Ramalho, advogado que foi prefeito de Taquaritinga (1986-1987) e Tenente da Revolução Constitucionalista de 1932.

## Atuação Institucional de Controle Externo
Dimas Ramalho foi nomeado Conselheiro do Tribunal de Contas do Estado de São Paulo em junho de 2012, após aprovação unânime pela Assembleia Legislativa do Estado, instituição responsável por sua indicação ao cargo. Foi presidente do Tribunal no Exercício de 2016. Em sua gestão, priorizou três áreas: transparência, aproximação com a sociedade, e cooperação entre as instituições de controle externo.
No Ministério Público do Estado de São Paulo, ingressou por concurso em 1980, exercendo as funções de Promotor de Justiça nos municípios de Batatais, Queluz, Ubatuba, Osasco e na Capital. Foi promovido a Procurador de Justiça em 1994.

## Atuação Parlamentar
Dimas Ramalho foi eleito Deputado Federal pelo Estado de São Paulo para três mandatos consecutivos, todos pelo PPS. Em 2002, recebeu 116.581 votos; no pleito de 2006, 117.108 votos; e em 2010, 139.636 votos. Na Câmara dos Deputados, foi líder e vice-líder da bancada do PPS e integrou a Comissão de Constituição e Justiça, a Comissão de Relações Exteriores e de Defesa Nacional, e a Comissão de Defesa do Consumidor, entre outras comissões permanentes. Integrou a "CPI dos Combustíveis" e a "CPMI do Banestado". Também fez parte da Missão Oficial da Câmara que foi aos Estados Unidos, em 2012, para tratar do acidente com o voo 1907 da Gol.
Também Exerceu o cargo de Deputado Estadual em São Paulo por três mandatos consecutivos, sempre pelo PMDB. Em 1990, recebeu 22.412 votos; na eleição de 1994, 69.202 votos; e no pleito de 1998, 72.645 votos. Na Assembleia Legislativa, foi líder da bancada do partido. Integrou a Comissão de Constituição e Justiça, Comissão de Administração Pública e a Comissão de Fiscalização e Controle, entre outras. Fez parte também da CPI que apurou fatos relacionados à violência e à discriminação contra a mulher no mercado de trabalho; da "CPI do Crime Organizado"; e da "CPI do Narcotráfico".

## Experiência Administrativa
Dimas Ramalho foi Secretário de Serviços do Município de São Paulo entre 2007 e 2009, na administração de Gilberto Kassab, sendo responsável pelos setores de limpeza urbana, iluminação pública, entre outros.
Também foi Secretário de Habitação do Estado de São Paulo, entre 1996 e 1998, no governo de Mário Covas.
Anteriormente, ocupou as funções de Vice-Presidente da Nossa Caixa, Nosso Banco (1991-1992), Diretor de Projetos Especiais do Fundo de Desenvolvimento da Educação, na Secretaria de Estado da Educação (1989-1990), e de Secretário-Adjunto da Secretaria de Estado de Esportes e Turismo (1987-1988).

## Formação e Atuação Acadêmica
Bacharel em Direito pela Universidade de São Paulo (1974-1979), Dimas Ramalho formou-se na Faculdade de Direito do Largo de São Francisco, onde militou pela redemocratização do país e foi Presidente do Centro Acadêmico XI de Agosto, em 1978.
Desde outubro de 2016, é Coordenador dos Cursos de Pós-Graduação em Direito da Uninove (Universidade Nove de Julho).
Também é professor de Direito Constitucional no Centro Universitário de Araraquara (Uniara), desde 1984. Licenciou-se em 2013.

## Livros Publicados e Relação com a Imprensa
É um dos autores do livro "48 Visões sobre a Corrupção", lançado em 2016 pelo Instituto Não Aceito Corrupção, cujo prefácio é assinado pelo ex-juiz federal Sérgio Moro.
Escreveu também "Linha do Tempo", livro de cunho intimista que reúne reflexões compartilhadas nas redes sociais.
Publicou dezenas de artigos jornalísticos e acadêmicos na imprensa nacional e em veículos especializados na área do Direito.
Foi apresentador do Vitrola, na TVAra, emissora educativa aberta da região de Araraquara. O programa cultural que foi ao ar semanalmente entre 2011 e 2016 era voltado especialmente para a música.
Dimas Ramalho integra, como convidado, a grade de comentaristas da bancada do Jornal da Cultura, na TV Cultura.